# Rio Bell
O Rio Bell é um rio que se inicia na Cordilheira de Drakensberg da Província do Cabo Oriental, na África do Sul. Sua bacia hidrográfica, uma parte do Rio Orange tem aproximadamente 424 km² em extensão, subindo da altitude de 1720 m aos 3001 m. A fonte do rio está nas proximidades do Naudésnek, passando jusante a cidade de Rhodes, e, posteriormente, para formar um afluente com o Rio Kraai cerca de 40 km da fonte.